# Bentley Continental Flying Spur (2005)
La Bentley Continental Flying Spur è una berlina prodotta dalla Bentley. Presentata al salone dell'automobile di Ginevra nel marzo 2005, è prodotta dal settembre del 2005.
Ha sostituito i numerosi e ormai vecchi modelli di Bentley Eight basati sulla piattaforma Rolls-Royce Silver Spirit/Bentley Mulsanne.
Questa è la prima berlina Bentley realizzata indipendentemente dalla casa inglese, da quando è entrata a far parte del Gruppo Volkswagen.

## Caratteristiche tecniche
Utilizza la piattaforma Volkswagen D3, utilizzata anche da Audi A8 e Volkswagen Phaeton. 
Il motore è un 6 litri, 12 cilindri a W di 72º (due bancate a 90º, ciascuna con cilindri a V di 15º), sovralimentato da due turbocompressori, eroga una potenza di 560 CV a 6100 giri/min, e una coppia motrice di 650 Nm a 1600 giri/min.
La trazione è integrale, il cambio a sei rapporti è automatico a controllo elettronico, con possibile utilizzo manuale sequenziale.
Velocità massima 312 km/h e accelerazione 0-100 km/h in 5,2 secondi.
Bagagliaio 475 dm³, capacità serbatoio 90 litri.
Consumo: urbano (26,4 litri/100 km), extra-urbano (12,7 litri/100 km), misto (17,7 litri/100 km).
Emissione di CO2 (misto): 423 g/km.

## Motorizzazioni
| Modello        | Disponibilità | Motore  | Cilindrata | Potenza         | Coppia Massima | Emissioni CO2 (g/Km) | 0–100 km/h (secondi) | Velocità max (Km/h) | Consumo medio (Km/l) |
| -------------- | ------------- | ------- | ---------- | --------------- | -------------- | -------------------- | -------------------- | ------------------- | -------------------- |
| 6.0 automatica | dal debutto   | Benzina | 5998       | 412 kW (560 Cv) | 650            | 396                  | 5.2                  | 312                 | 6.0                  |
| 6.0 Speed aut. | dal debutto   | Benzina | 5998       | 449 kW (610 Cv) | 750            | 396                  | 4.8                  | 322                 | 6.0                  |